# 馬爾旺
39°23′39″N 7°22′36″W / 39.39417°N 7.37667°W

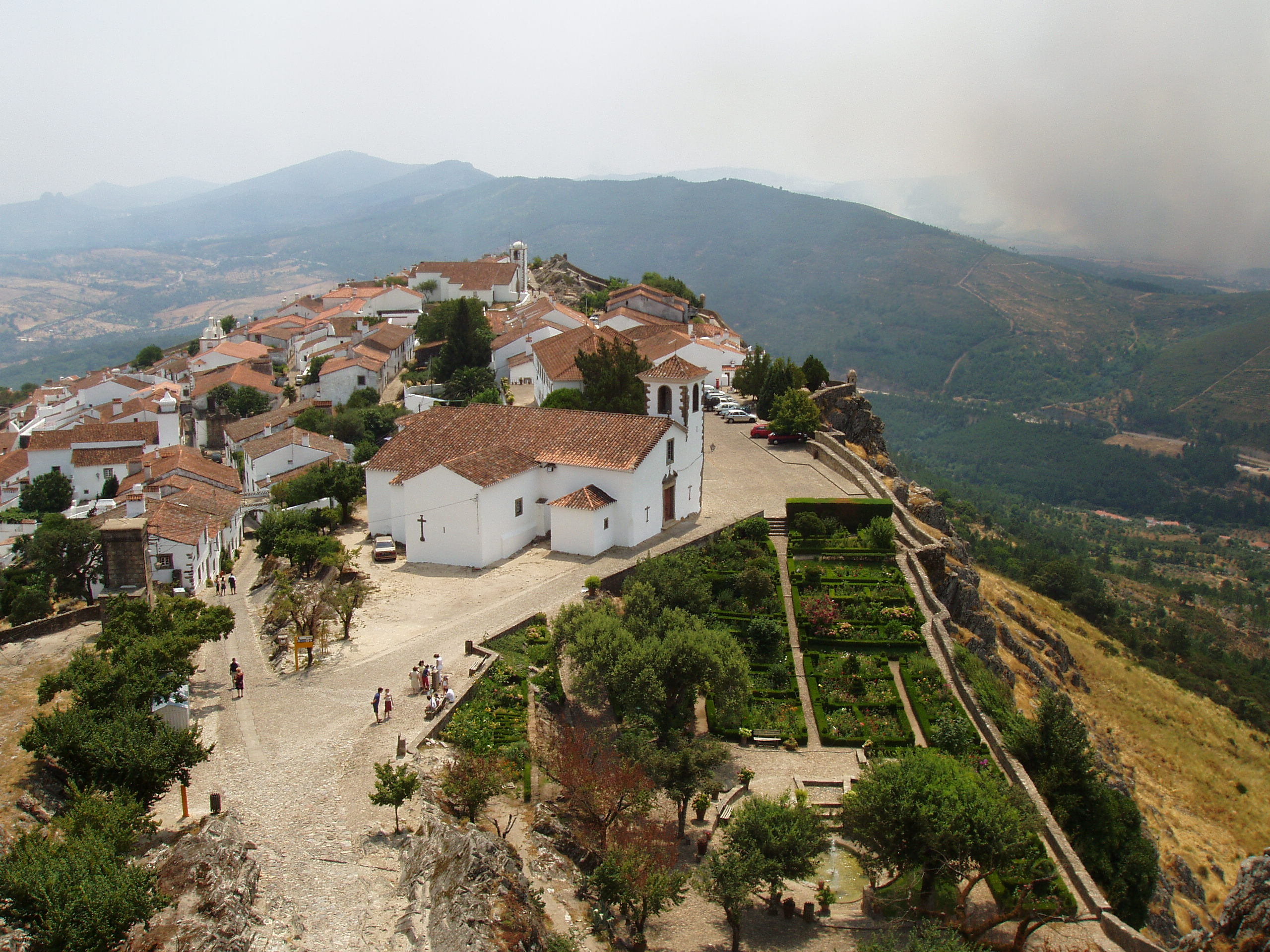

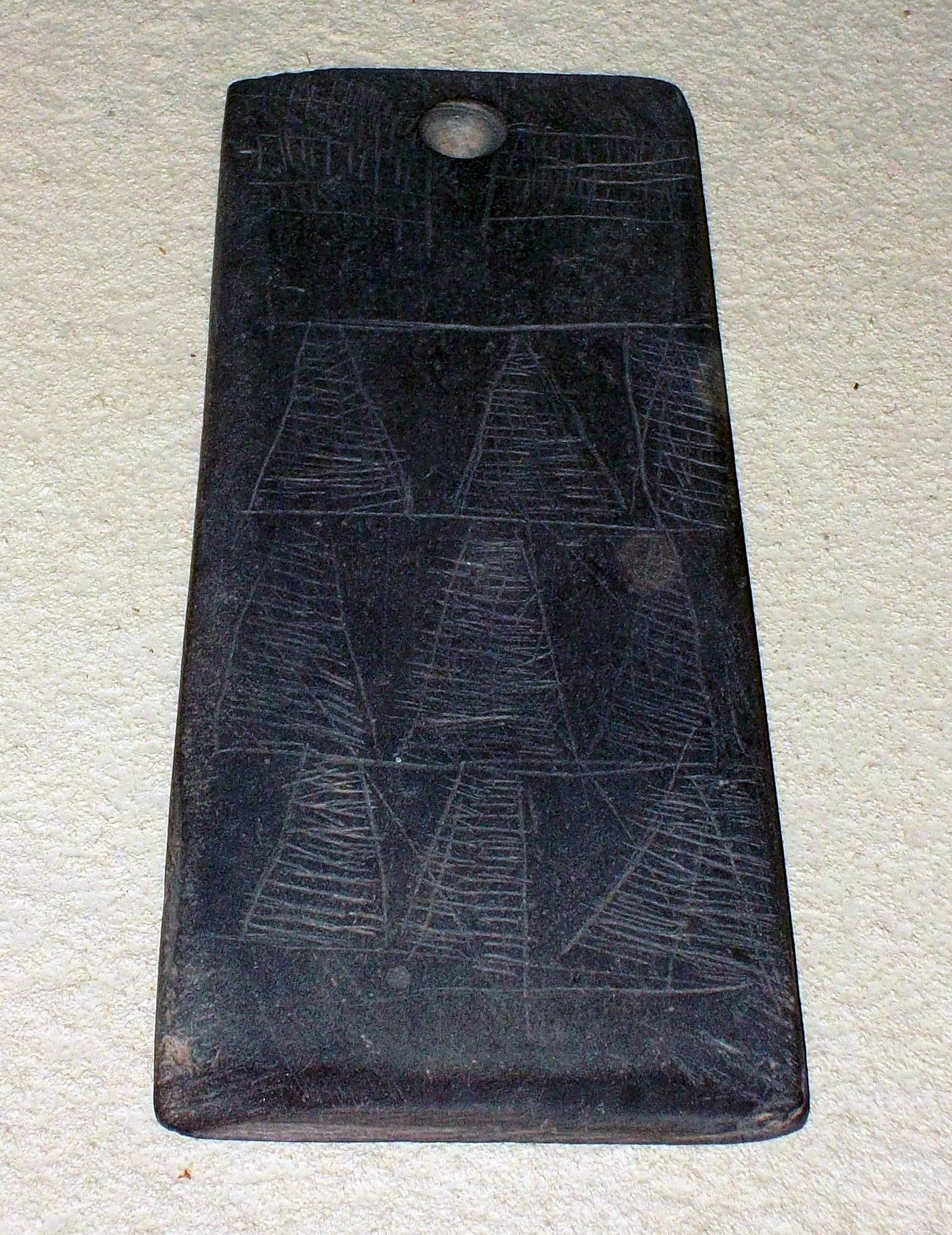

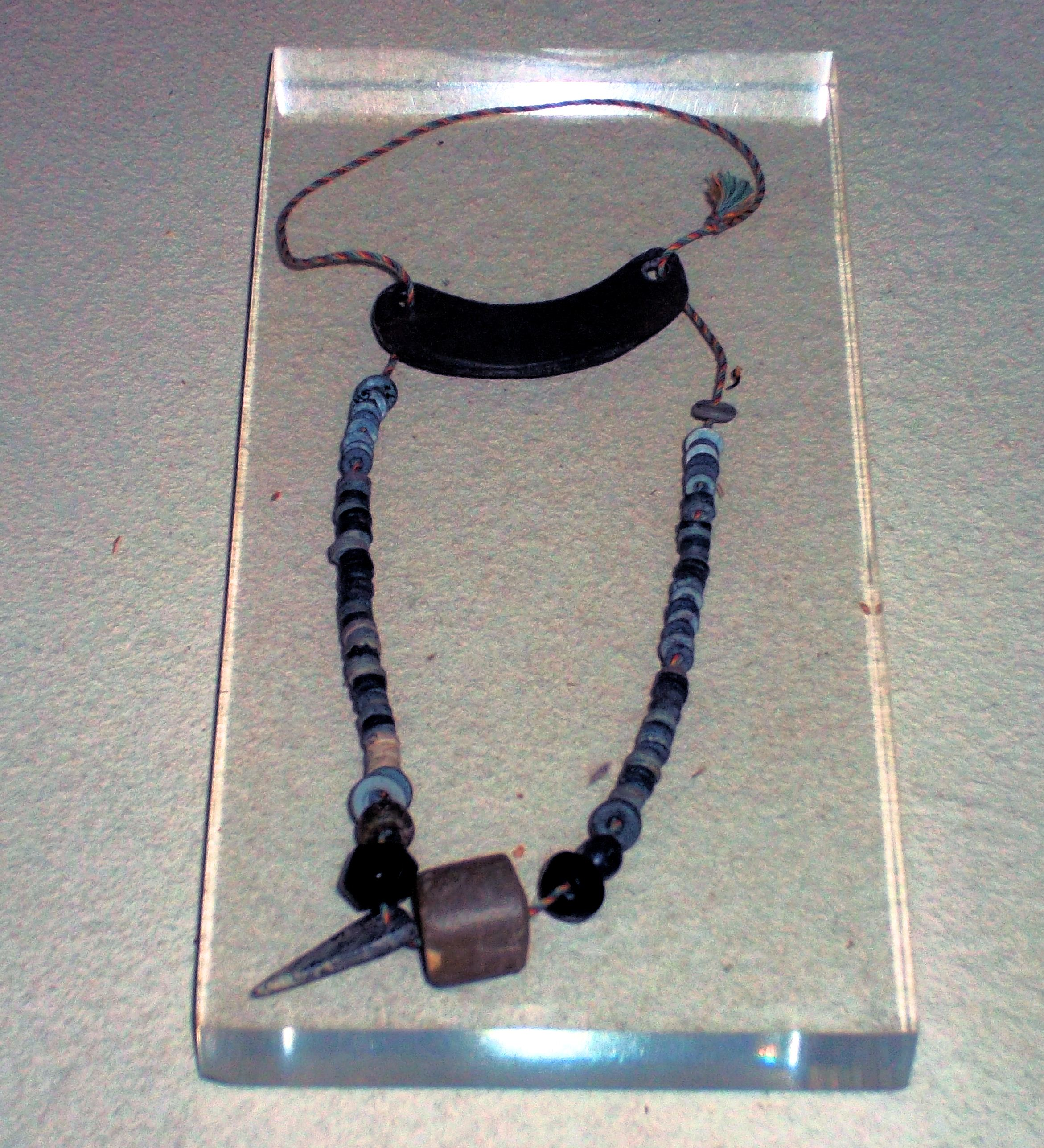

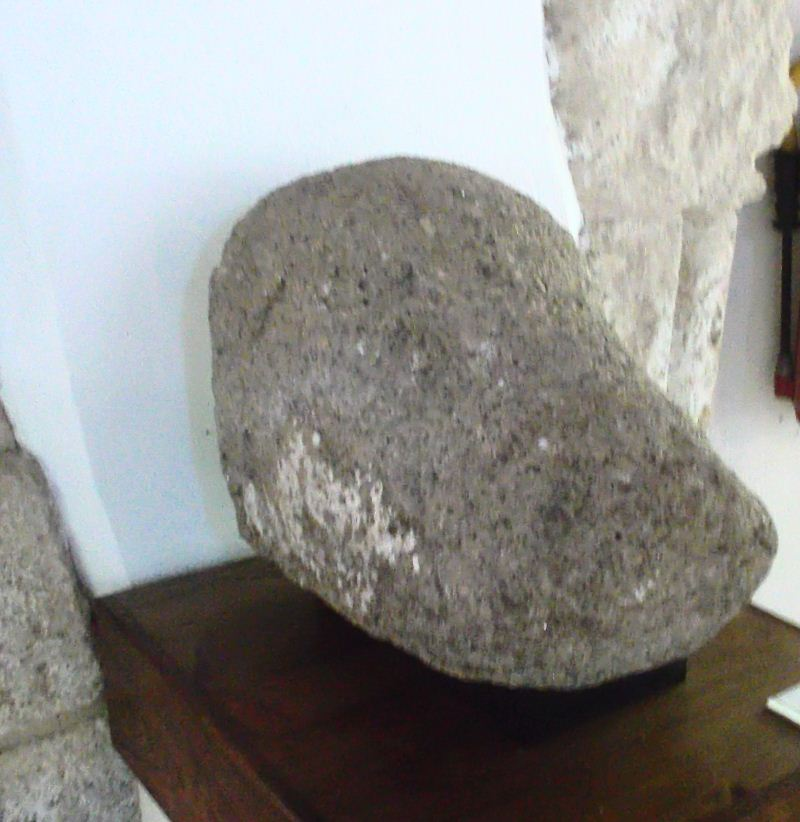

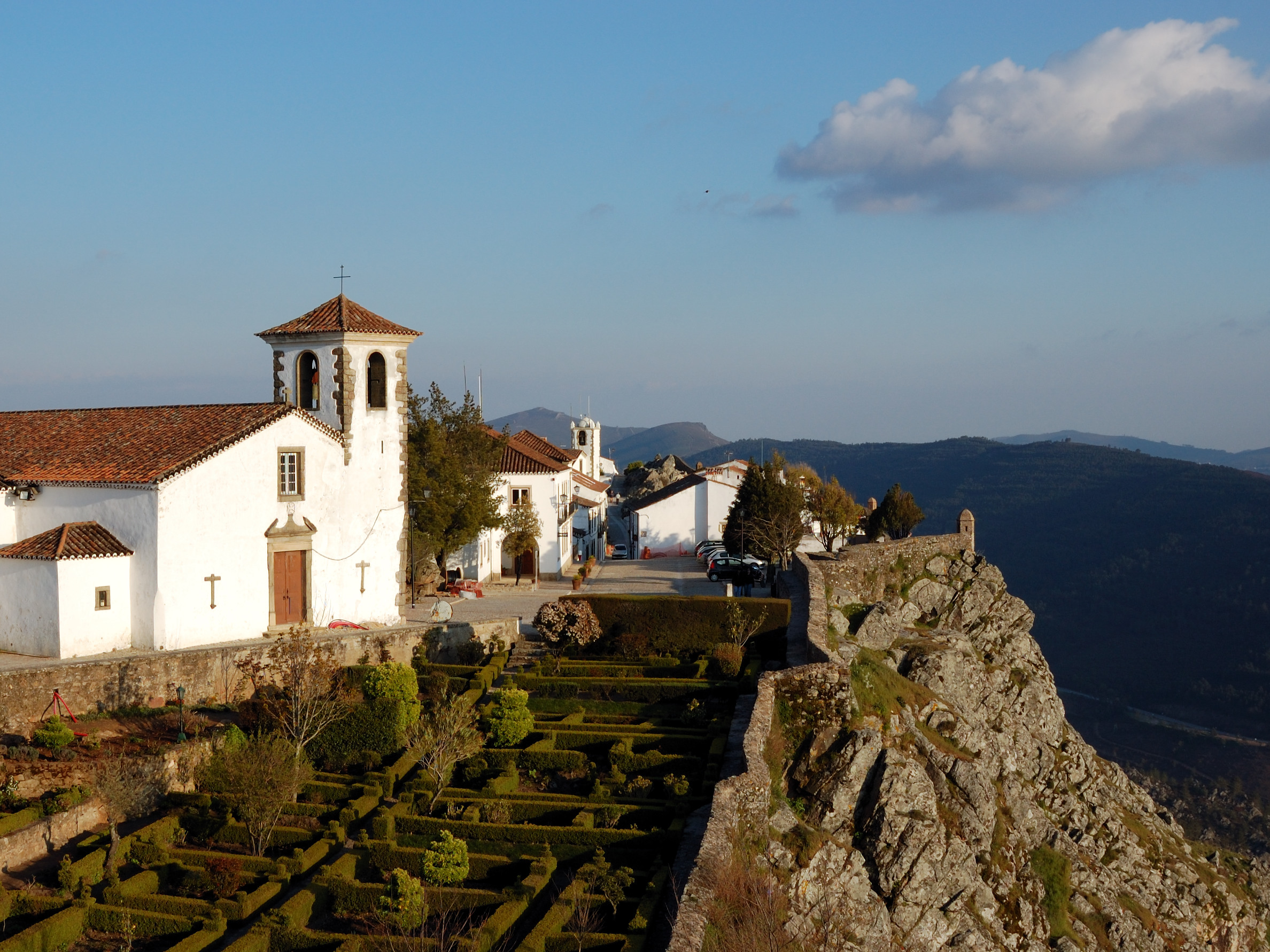

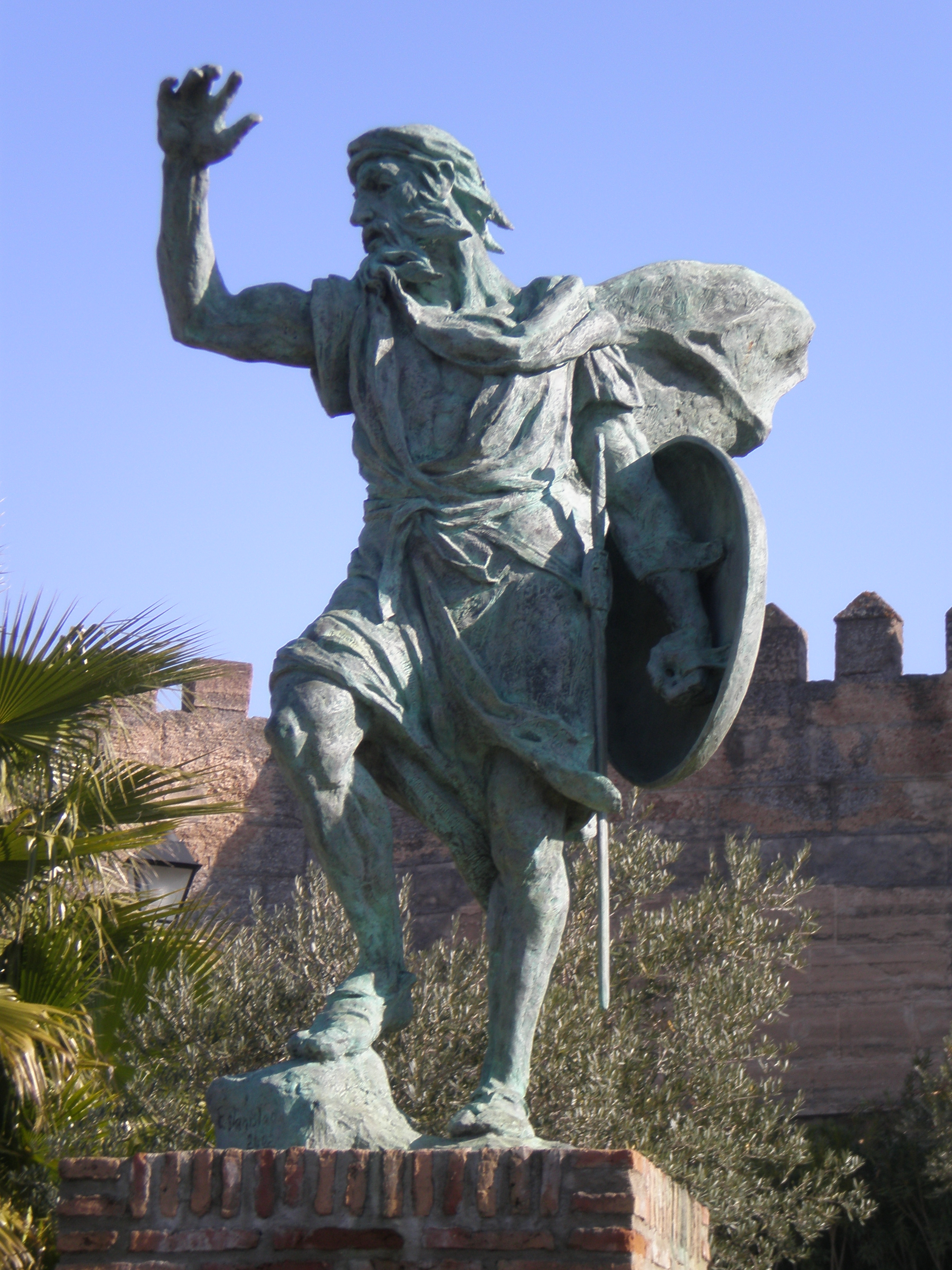

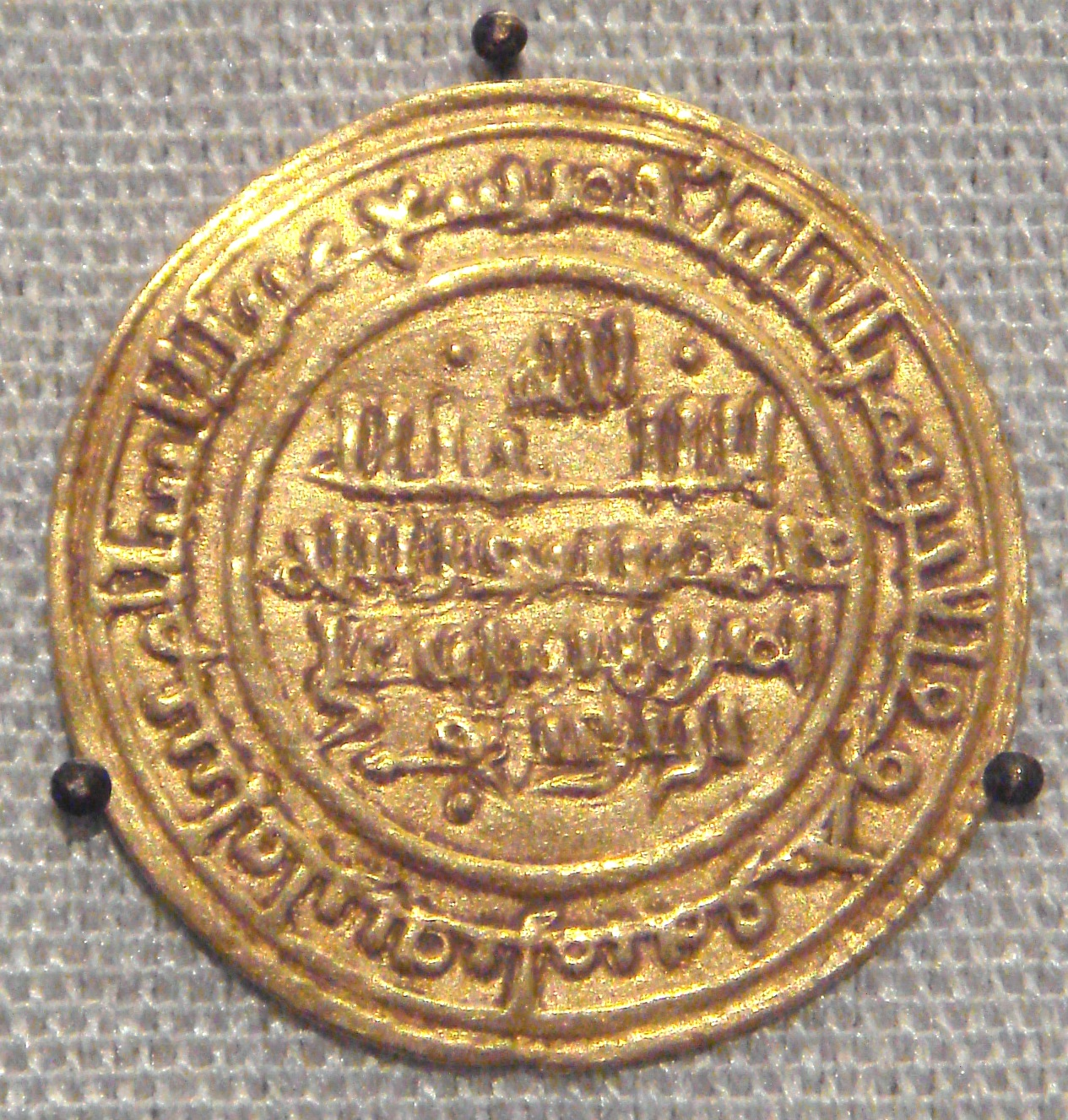

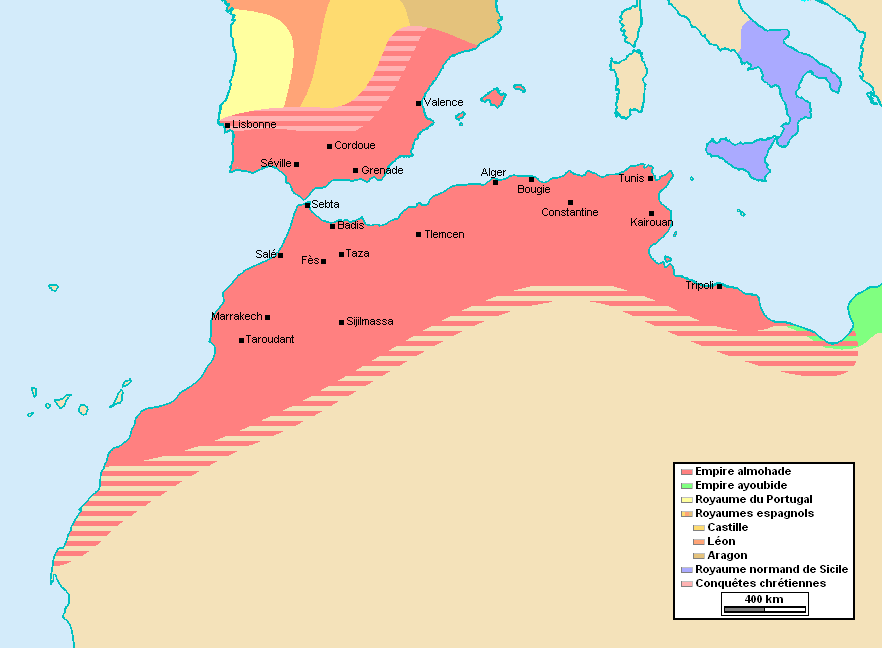

馬爾旺（葡萄牙語：Marvão），是葡萄牙的城鎮，位於該國中部，由波塔萊格雷區負責管轄，面積154.9平方公里，海拔高度860米，2011年人口3,512，人口密度每平方公里22.67人。